# 弗拉塔赫
弗拉塔赫是奥地利克恩顿州德劳河畔施皮塔尔县的一个市镇。总面积98.69平方公里，总人口1323人，人口密度13.4人/平方公里（2005年）。